# Ogygioses caliginosa
Ogygioses caliginosa är en fjärilsart som beskrevs av Syuti Issiki och Herbert Stringer 1932. Ogygioses caliginosa ingår i släktet Ogygioses och familjen Palaeosetidae. Inga underarter finns listade i Catalogue of Life.